# Antromycopsis
Antromycopsis là một chi của nấm thuộc họ Pleurotaceae. Chi này, một dạng biến hình của Pleurotus, có phân bố rộng khắp và gồm 3 loài.